# Уго Фосколо
Уго Фосколо (Закинтос, 6. фебруар 1778 – Лондон, 10. септембар 1827), рођен као Николо Фосколо, био је италијански књижевник и револуционар.
Посебно је упамћен по дугој песми Dei Sepolcri из 1807 .

## Рани живот
Фосколо је рођен на Закинтосу на Јонским острвима. Његов отац Андреа Фосколо био је осиромашени венецијански племић, а мајка Дијамантина Спатис била је Гркиња.
Године 1788, након смрти оца, који је радио као лекар у Спалату (данашњи Сплит), породица се преселила у Венецију, а Фосколо је завршио студије које је започео на Далматинској гимназији на Универзитету у Падови.
Међу његовим учитељима из Падове био је и опат Мелкиоре Чезароти, чија је верзија Осијана била веома популарна у Италији и који је утицао на Фосколове књижевне укусе; знао је и модерни и старогрчки. Његова књижевна амбиција се открила приликом објављивања трагедије Тиесте 1797. — представе која је била делимично успешна.

## Политика и поезија
Фосколо, који је из непознатих разлога променио своје хришћанско име Николо у Уго, почео је да активно учествује у бурним политичким расправама које је покренуо пад Венецијанске Републике. Био је истакнути члан националних комитета, и упутио је оду Наполеону, очекујући да ће Наполеон збацити млетачку олигархију и створити слободну републику.
Кампоформијски мир (17. октобар 1797), према којем су Французи заиста присилили распад древне Венецијанске републике, а затим предали град и Венето Аустријанцима (у замену за Аустријску Холандију), био је груб шок за Фоскола, али није сасвим уништио његове наде. Стање духа које је произвео тај шок одражава се у његовом роману Последња писма Јакопа Ортиса (1798), који је Encyclopædia Britannica из 1911. описао као политизованију верзију Страдања младог Вертераа Јохана Волфганга фон Гетеа.
Прича о Фосколовом роману, Последња писма Јакопа Ортиса, имала је за основу догађаје из стварног живота. Јакопо Ортис је био права особа; био је млади студент из Падове и тамо је извршио самоубиство под околностима сличним онима које је описао Фосколо.
Фосколо је, као и многи његови савременици, је много размишљао о самоубиству. Катон Млађи и многи класични примери самоуништења описани у Плутарховим <i id="mwWA">животима</i> привукли су машту младих италијанских патриота. У случају Фоскола, као и у Гетеовом, ефекат који је композиција дела произвела на ум писца изгледа била благотворна. Видео је да је идеал велике националне будућности грубо разбијен; али није очајавао у својој земљи и фокусирао се на концепт идеалног националног песника.
Након пада Венеције, Фосколо се преселио у Милано, где је склопио пријатељство са старијим песником Ђузепеом Паринијем, кога се касније сећао са дивљењем и захвалношћу. У Милану је објавио избор од 12 сонета.
И даље се надајући да ће његову земљу ослободити Наполеон, Фосколо се 1799. године пријавио као добровољац у Наполеонову гарду Наполеонове Цисалпинске републике, рањен је код Чента, близу Болоње, и одведен као заробљеник у Модену. Ослобођен је након што су француске трупе заузеле Модену. Учествовао је у бици код Требије (1799) и поново је рањен у одбрани опсаде Ђенове (1800). Након битке код Маренга (1800), вратио се у Милано и тамо је дао последње дораде дела Ortis, објавио је превод Калимаха и коментаре дела, започео верзију Илијаде те је започео свој превод A Sentimental Journey Through France and Italy Лоренса Стерна. Такође је учествовао у пропалом меморандуму који је намеравао да представи нови модел уједињене италијанске владе Наполеону.
Године 1804, Фосколо се вратио у војну службу у Наполеонове сврхе, придружен италијанској дивизији Наполеонове војске, са седиштем у Булоњ-сур-Мер, као део Наполеонових снага за инвазију на Британију . Сам Фосколо је био стациониран у Валенсијену, где је добио дете са шкотском племкињом, леди Фани Емерит Хамилтон, унуке 5. ерла од Левена.
Након пораза код Трафалгара (1805) и Наполеоновог одустајања од планова за инвазију, Фосколо се вратио у Италију 1806. Међутим, пре него што је напустио Француску, Фосколо је још једном срео Алесандра Манцонија у Паризу. У научним радовима су примећене веома блиске аналогије (текстуалне, метричке и биографске) између поезије Фоскола и Манцонија у периоду од 1801. до 1803.
Године 1807, услед Наполеонове уредбе из 1804. којом се забрањују сахране унутар градских граница, Фосколо је написао Dei Sepolcri (О гробовима), што се може описати као његов узвишени напор да у прошлости потражи уточиште од беде садашњости и будућности.
У јануару 1809, Фосколо је постао члан катедре за италијанску реторику на Универзитету у Павији. У Павији, Фосколо је боравио у Палаци Корнацани, у којој су касније живелиКонтард Фериниј, Ада Негри и Алберта Ајнштајна. Његово инаугурационо предавање О пореклу и дужности књижевности, замишљено је у истом духу као и његово Dei Sepolcri. Фосколо је у свом предавању подстицао младе сународнике да проучавају књижевност, не на послушнички начин у складу са академским традицијама, већ у њиховом односу према индивидуалном и националном животу и расту.
Сензација коју је изазвало ово предавање одиграла је не малу улогу у изазивању Наполеонове уредбе којом је укинута катедра за реторику на свим италијанским универзитетима под Наполеоновом контролом. Убрзо након тога, 1811. Фосколова трагедија Ајант представљена је у Милану, са малим успехом; и због наводних алузија на Наполеона, био је приморан 1812. да се пресели из Милана у Тоскану.
Главни резултати његовог боравка у Фиренци били су трагедија Ricciarda, Ode to the Graces, која је остала недовршена, и завршетак његовог превода Сентименталног путовања Лоренса Стерна, укључујући и његове фиктивне мемоаре Notizia intorno a Didimo Chierico (News concerning Didymus the cleric) (1813).
Фосколо се вратио у Милано 1813, где је боравио до повратка Аустријанаца 1815; одатле је прешао у Швајцарску, где је написао изразито сатирично дело на латинском језику о својим политичким и књижевним противницима; и коначно се вратио на обале Енглеске крајем 1816.
Током једанаест година које је Фосколо провео у Лондону, све до смрти, уживао је сву друштвену препознатљивост коју су кругови енглеске престонице могли да придају странцима политичког и књижевног реномеа.
Његови доприноси Edinburgh Review и Quarterly Review, дисертације на италијанском о тексту Дантеа Алигијерија и Ђованија Бокача, и још више његових енглеских есеја о Петрарки, чија је вредност увећана драгоценим преводима неких Петраркиних дела Барбарине Бранд, појачао је његову претходну славу као интелектуалца. Међутим, често су га оптуживали за финансијску неспособност, и на крају је провео време у дужничком затвору, што је утицало на његов друштвени положај након пуштања на слободу.
Према History of the County of Middlesex, научник и бизнисмен Вилијам Ален је ангажовао Фоскола да предаје италијански језик у школи Квекера. Његово опште држање у друштву – како наводи Валтер Скот – није било такво да стекне и задржи трајна пријатељства.
Умро је у Турнхам Грину 10. септембра 1827. и сахрањен је у цркви Светог Николе у Чизвику, где његова рестаурирана гробница остаје до данас; говори о њему као о „уморном грађанину песнику“, а нетачно наводи да је био стар 50 година. Четрдесет четири године након његове смрти, 7. јуна 1871. године, посмртни остаци ексхумирани су на захтев краља Италије и однети у Фиренцу, где су, уз  понос, помпу и  велику националну жалост, похрањени поред споменика Николу Макијавелију и Виторију Алфијерију, Микеланђелу и Галилеју, у цркви Санта Кроче, пантеону италијанске славе, који је Фосколо славио у делу Dei Sepolcri.
Историчарка Луси Риал примећује да је величање Уга Фоскола 1870-их било је део напора тадашње италијанске владе (успешне у довршењу уједињења Италије, али по цену директног сукоба са Католичком црквом ) да створити галерију „секуларних светаца“ да се такмиче са онима из Цркве и пробуде народна осећања у смеру подршке новоствореној италијанској држави.

## Дела

### Поезија
- A Bonaparte liberatore [To Bonaparte the liberator] (1797)
- All'amica risanata (1802)
- Alla Musa (1803)
- Alla sera[20] (1803)
- A Zacinto [To Zakinthos] (1803)
- In morte del fratello Giovanni (1803)
- Dei Sepolcri [Of the sepulchres] (1807)

### Новеле
- Ultime lettere di Jacopo Ortis (1802) The Last Letters of Jacopo Ortis
- Il sesto tomo dell'Io (unfinished, undated)[21]

### Комади
- Tieste (1797) [Thyestes]
- Aiace (1811)